# Hillebrandia
Hillebrandia é um género botânico pertencente à família Begoniaceae.
O género foi descrito por Daniel Oliver e publicado em Transactions of the Linnean Society of London 25: 361. 1866.
Possui uma única espécie, Hillebrandia sandwicensis Oliv.